# Боголюбов, Игорь Павлович
И́горь Па́влович Боголю́бов (9 октября 1930, Москва — 4 мая 1989, Ленинград) — советский актёр театра и кино.

## Биография
Родился в 1930 году в Москве.
В 1954 году окончил Ленинградский театральный институт имени А. Н. Островского и поступил актёром Ярославского драматического театра имени Ф. Волкова, где проработал два года. С 1957 года — актёр киностудии «Ленфильм».
Играл в основном второстепенные или эпизодические характерные роли. Наиболее известен по фильмам Георгия Данелии «Я шагаю по Москве», «Афоня» и «Кин-дза-дза!».
Умер в 1989 году в Ленинграде. Похоронен на Серафимовском кладбище.

## Фильмография
- 1955 — Девушка-джигит — Василёк
- 1956 — Дорога правды — Поваров
- 1957 — Улица полна неожиданностей — 1-й грабитель
- 1958 — Кочубей — адъютант Сорокина
- 1958 — День первый — Лухмин
- 1959 — Повесть о молодоженах — Горбачёв
- 1960 — Балтийское небо — лётчик
- 1960 — Человек с будущим — Цыганков
- 1961 — Будни и праздники — начальник автоколонны
- 1962 — Путь к причалу — старпом
- 1962 — После свадьбы — рабочий в мастерской
- 1963 — Я шагаю по Москве — военком
- 1963 — Мандат — Глеб Прохоров
- 1964 — Поезд милосердия
- 1964 — Верьте мне, люди
- 1965 — Чрезвычайное поручение
- 1965 — Перекличка
- 1965 — Музыканты одного полка
- 1965 — Заговор послов
- 1966 — Сколько лет, сколько зим!
- 1966 — Начальник Чукотки
- 1966 — Катерина Измайлова — городовой
- 1967 — Софья Перовская
- 1967 — Сергей Лазо — командир отряда
- 1967 — Первороссияне
- 1967 — Мятежная застава
- 1968 — Снегурочка — сосед Мураша
- 1969 — Тройная проверка — Иванов
- 1970 — Угол падения — Таврин
- 1971 — Город под липами — Рябинин
- 1972 — Лесная баллада — Криволапов
- 1972 — Горячие тропы — Строгов
- 1974 — Степные раскаты — Палипчук
- 1975 — Афоня — собутыльник Федула
- 1977 — Убит при исполнении — Лердю
- 1977 — Девочка, хочешь сниматься в кино? — зритель на съёмках
- 1977 — Гарантирую жизнь — Громов
- 1978 — Клад чёрных гор — Тимофей Ильич
- 1978 — Ждите меня, острова! — следователь
- 1979 — Вторая весна — Егор
- 1980 — Таинственный старик — возница и посетитель ресторана
- 1980 — Служа Отечеству — Орлов
- 1980 — Взвейтесь, соколы, орлами! — купец
- 1981 — Сто радостей, или Книга великих открытий — Кротов
- 1981 — Несравненный Наконечников — Дутов
- 1982 — Сеанс одновременной игры — пассажир
- 1982 — Красные колокола — Трофим
- 1982 — Казнить не представляется возможным — Николаев
- 1983—1985 — Чокан Валиханов — Журавлёв
- 1983 — Я тебя никогда не забуду — Спиридон Васильевич
- 1983 — Пробуждение — Зайцев
- 1983 — Демидовы — Яков
- 1983 — Бастион — Фомин
- 1984 — Челюскинцы — Бутаков
- 1985 — Сестра моя Люся — Пантелеев
- 1985 — Знай наших! — Смородин
- 1985 — Грядущему веку — грузчик
- 1986 — Кин-дза-дза! — Ку, личный пацак господина ПЖ / седоусый эцилопп-мздоимец
- 1987 — Серебряные струны — Гаврила
- 1989 — Клятвы нашего детства